# The Simpsons: Minutes to Meltdown
The Simpsons: Minutes to Meltdown är ett mobilspel med Simpsons från 2007 utgivet av Electronic Arts, utvecklat av G5 Entertainment för Twentieth Century Fox och Gracie Films. I spelet ser Homer på TV-nyheterna att Springfields kärnkraftverk kommer att explodera om en halv timme och med hjälp av Spider-Pig/Hairy Plopper måste Homer försöker förhindra kärnkraftverket från att explodera. Spelet är skriven av Simpsons författarna Tim Long, Matt Selman och Matt Warburton. Spelaren får i början hjälp om hur man kommer vidare genom en textdialog framförd av Homer skriven av Jeff Poliquin.
På väg till kraftverket blir Homer attackerad och förlorar hälsa, totalt har han tre liv men får bättre hälsa genom att äta donuts och Buzz Cola. För att komma vidare måste han också utföra uppdrag som hans kamrater och familj ger honom. Spelet är uppbyggd genom tre nivåer, den första utspelar sig på 742 Evergreen Terrace där Homer försöker lämna staden med bilen. I den andra nivån måste han promenera genom Springfield innan han kommer till den tredje nivån som utspelar sig i kärnkraftverket.